# Lainsecq
Lainsecq é uma comuna francesa na região administrativa de Borgonha-Franco-Condado, no departamento de Yonne. Estende-se por uma área de 25,4 km². Em 2010 a comuna tinha 328 habitantes (densidade: 12,9 hab./km²).